# Dlouhá Ves (Hynčina)
Dlouhá Ves (německy Grunddorf) je součástí obce Hynčina v okrese Šumperk.

## Historie
První písemná zmínka o obci pochází z roku 1779.

## Kulturní památky
V katastru obce jsou evidovány tyto kulturní památky:
- kříž (na konci obce vedle kaple) - kamenická práce z roku 1819